# ماناس داس
ماناس داس (بالإنجليزية: Manas Das)‏ هو لاعب كرة قدم هندي في مركز الدفاع، ولد في 16 ديسمبر 1990 في كلكتا في الهند. لعب مع United SC ‏.